# Heimatmuseum Linnich

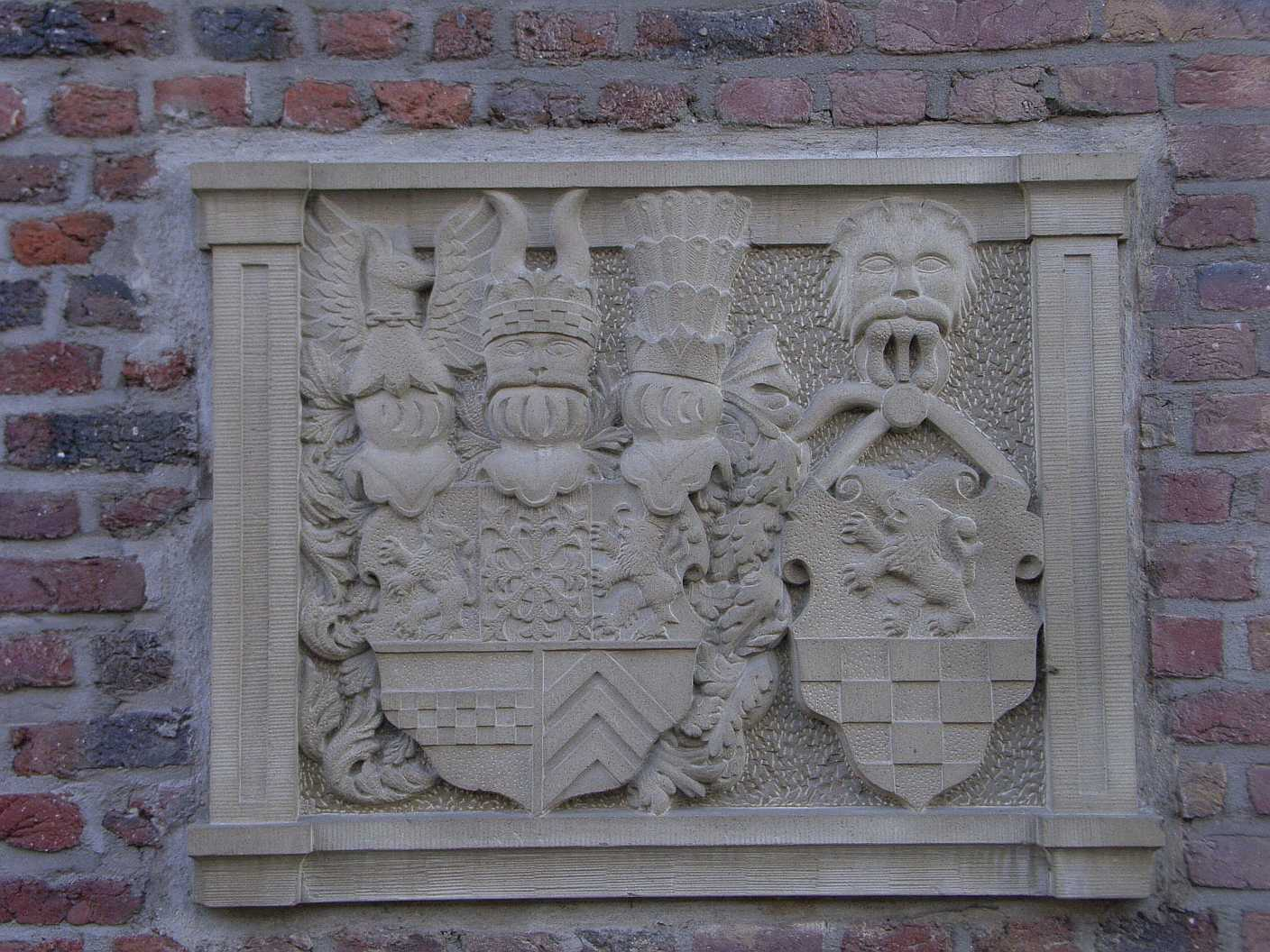
Linnicher Wappenstein am Heimatmuseum

Das Heimatmuseum Linnich ist ein vom Verein zur Erhaltung und Pflege heimatlichen Kulturgutes Linnich 1978 (Museumsverein) e. V. gegründetes Museum, das sich mit der Geschichte der Stadt Linnich und ihrer Umgebung beschäftigt. Nach langer Vorbereitungszeit und Exponat-Sammlung wurde es im Oktober 1991 eröffnet.
Es befindet sich im Wirtschaftstrakt des Dohms-Hauses, einem früheren Gutshof am Altermarkt. Im Hauptgebäude sind heute auch Teile der Stadtverwaltung, darunter das Bürgerbüro, untergebracht.
Die Sammlung umfasst frühgeschichtliche Funde, sakrale Kunst, zahlreiche Exponate aus den Bereichen Landwirtschaft, Handwerk und auch Zeugnisse der industriellen Entwicklung, wie zum Beispiel Herde des örtlichen Fabrikanten Coenen.
Als besonderes Fundstück aus der Zeit der römischen Besiedlung stellt die „die Venus von Linnich“ dar. Diese Sandsteinstatuette aus dem 2. Jahrhundert n. Chr. ist im Original zu sehen.